# Castillo de Kiyosu
El Castillo de Kiyosu (清洲城 Kiyosu-jō?) es un castillo japonés localizado en la ciudad de Kiyosu, en la prefectura de Aichi en Japón, y que sirvió como base de operaciones de Oda Nobunaga(織田信長) durante el período Sengoku de la historia de Japón.

## Historia del Castillo
El castillo de Kiyosu fue construido entre 1394 y 1427, y pertenecía inicialmente a Shiba Yoshishige, líder del clan Shiba y shugo (gobernador) de la provincia de Owari. Después de acabar su construcción, Oda Toshisada fue instalado en la fortaleza como shugodai (vicegobernador). Su construcción estuvo pensada como punto estratégico para defender el castillo de Orizu, en el cual estaba instalado el gobierno central de la provincia hasta su destrucción en 1476, después de la cual se trasladó a Kiyosu.
Operando desde el castillo Nagoya, Oda Nobunaga capturó el castillo en 1555. Después de la muerte de Nobunaga, su segundo hijo Nobukatsu tomó el control del castillo y comenzó una serie de importantes remodelaciones en 1586.

## Deconstrucción
En 1610, la capital de Owari fue trasladada de Kiyosu a Nagoya de acuerdo a las órdenes de Tokugawa Ieyasu. La “ciudad-castillo”, que llegó a albergar a 60,000 personas, fue abandonada casi en su totalidad.
Partes del castillo Nagoya fueron construidas con partes extraídas del castillo Kiyosu. Un ejemplo claro es una de las torres del noroeste del castillo, la cual fue llamada “Torreta Kiyosu”.
La extracción de elementos del castillo continuaría hasta el periodo Edo del siglo XVIII. Tokugawa Yoshinobu, descendiente de Ieyasu, fue el último propietario.
Los kinshachi (金鯱?) que adornaban el castillo se encuentran al día de hoy en el templo Sōfuku en Gifu, en la vecina Prefectura de Gifu.
La presente construcción data de 1989 y fue construido como celebración del centenario de la actual ciudad de Kiyosu.